# Bozai József (bemondó)
Bozai József (Mosonszentjános, 1947. március 31. –) magyar rádióbemondó, televíziós műsorvezető.

## Élete
„…szerettem a verseket. A technikumban minden ünnepségen szavaltam, részt vettem az önképzőköri versenyeken is. Két embernek köszönhetek sokat: Nyerges Ferencnek és Gólem Józsefnek, ők tanítottak minket színjátszásra, versmondásra. A színdarabok, de főleg a versmondás volt az életem, a társaimat sok minden egyéb is érdekelte. Engem semmi más, csak a versek. Nyerges Feri bácsi a Madách Színházban dolgozott színészként, ő vitt el statisztának. Tizenhat éves voltam. Elbűvölt a színház. Akkoriban Gábor Miklós volt a kedvencem. Őt láttam estéről estére Hamletként. Csodálatos művész, és nagyszerű ember. Olyan Hamletet azóta sem láttam. Imádtam Bessenyeit, Tolnay Klárit, Ajtay Andort. Csak álltam estéről estére a színpadon, mint statiszta, és lestem, mit és hogyan csinálnak… Jelentkeztem is a főiskolára. A három vizsgából kettő sikerült. A harmadiknál az elnök, Herskó János kirúgott. Ma sem tudom, miért. Bár időközben gyártottam rá egy elméletet…”

 
A közgazdasági technikum után színésznek készült, de nem vették fel a főiskolára, ezért tanítóképzőt végzett. A sikertelen színművészeti főiskolai felvételit követően küldték át adatlapját a Rádióhoz, ahol felvették a szalagtárba.

„…akkoriban az volt a rend, hogy a színművészetibe fel nem vett, de tehetségesnek tartott fiatalokat átküldték a Rádióba meghallgatásra. Behívtak a 19-es stúdióba, vizsgáztattak. Akkor nem mondtak semmit, csak jóval később kaptam egy levelet, amiben azt írták, hogy a hangszínem nem megfelelő. De én akkor már nem akartam lemondani a Rádióról. Elhatároztam, hogy ottmaradok. és nem hagyom magam kitúrni. Elmentem a szalagtárba dolgozni. Hordtam a tekercseket az adóra. Tizennyolc éves voltam, félig felnőtt ember. De ha bementem az adó területére, olyan áhítat fogott el,… ott láttam a nagy bemondóegyéniségeket Körmendy Lászlót, Erdei Klárát…Csók Palit, Erőss Annát, Bőzsöny Ferit, P. Debrenti Piroskát. Akkor tudtam meg, hogy milyen szép hivatás a bemondóké. Minden szabad percemet körülöttük töltöttem…”

Pintér Sándor, akkori főbemondó nem engedte mikrofonhoz, mert sziszegős volt a beszéde – ez az apró hiba csak fogorvosi beavatkozás után szűnt meg.

„Egy nap bekopogtam Pintér Sándorhoz — ő volt akkor a főbemondó. Megkérdeztem, miért nem sikerült a vizsgám. Miért nem lehetek én is bemondó? Ő végre válaszolt. „Azért, fiam, mert sziszegsz.” És itt jönnek a fogak. A metszőfogaim között kis rés volt, ez tette sziszegővé a beszédemet. Még aznap délután felkerestem egy jó fogorvost; 920 forintért, ami eszméletlen nagy összeg volt, hiszen 1200 forint volt a havi fizetésem, rendbe hozattam ezt a hibát. Aztán ismét bekopogtam Pintér Sándorhoz. Kővé meredten nézett rám. És csak annyit mondott; „Aki ennyire akar bemondó lenni, abból az is lesz".”

1965-től 1990-ig a Magyar Rádió, 1975-től 1992-ig a Magyar Televízió bemondója volt.

A Magyar Rádióban P. Debrenti Piroskával, Bán Györggyel, Erőss Annával, Csók Pállal, Erdei Klárival, Bőzsöny Ferenccel, Dömök Gáborral, Egressy Istvánnal dolgozott együtt, tőlük tanult kezdőként. A Rádió mellett a Televízióban is feltűnt; hangalámondásos, narrációs munkáival, illetve számtalan mozifilm stáblistájának ismertetése is az ő hangjához köthető. Az 1980-as évek közepétől a Magyar Televízió esti Híradójának műsorvezetőjeként is láthatták a nézők. 

„…jól akarok és szeretek dolgozni. Mindig és mindent, legyen az kétmondatos vagy egyórás anyag. Jól és hittel kívánom tolmácsolni mások szavait, gondolatait, még a híreket is. Ennyivel tartozom azoknak, akik nap mint nap meghallgatnak.”

Szinkronizált is: a televízióban külföldi politikusok nyilatkozatainak alámondását lehetett tőle hallani; Jasszer Arafat és Mihail Gorbacsov szinkronizálásáért nívódíjat is kapott.

## Díjai, elismerései
- Rádiós nívódíj
- Televíziós nívódíjak